# Systropus barbiellinii
Systropus barbiellinii är en tvåvingeart som beskrevs av Mario Bezzi 1905. Systropus barbiellinii ingår i släktet Systropus och familjen svävflugor. Inga underarter finns listade i Catalogue of Life.